# Modulacja QPSK
QPSK (ang. Quadrature Phase Shift Keying) – modulacja polegająca na dwubitowym kodowaniu transmitowanego sygnału na 4 ortogonalnych przesunięciach fazy.
Przykładowymi wartościami fazy mogą być: {\displaystyle {\frac {\pi }{4}},} {\displaystyle 3{\frac {\pi }{4}},} {\displaystyle 5{\frac {\pi }{4}},} {\displaystyle 7{\frac {\pi }{4}}.} Wtedy sygnał opisuje się następująco:
{\displaystyle S(t)=A\cos \left(\omega _{0}t+(2i-1){\frac {\pi }{4}}\right),}
a dla {\displaystyle i=1,2,3,4} będzie to:
{\displaystyle i=1\qquad S(t)=A\cos \left(\omega _{0}t+{\frac {\pi }{4}}\right),}
{\displaystyle i=2\qquad S(t)=A\cos \left(\omega _{0}t+3{\frac {\pi }{4}}\right),}
{\displaystyle i=3\qquad S(t)=A\cos \left(\omega _{0}t+5{\frac {\pi }{4}}\right),}
{\displaystyle i=4\qquad S(t)=A\cos \left(\omega _{0}t+7{\frac {\pi }{4}}\right).}
Następnie:
{\displaystyle S(t)=A\cos(2i-1){\frac {\pi }{4}}\cos(\omega _{0}t)-A\sin(2i-1){\frac {\pi }{4}}\sin(\omega _{0}t)}
{\displaystyle S(t)=\cos(2i-1){\frac {\pi }{4}}\phi _{1}(t)-\sin(2i-1){\frac {\pi }{4}}\phi _{2}(t)}
gdzie:
{\displaystyle \phi _{1}(t)=A\cos(\omega _{0}t),}
{\displaystyle \phi _{2}(t)=A\sin(\omega _{0}t),}
co pozwala na zakodowanie 4 różnych wartości binarnych, czyli 2 bitów:
| i | Faza QPSK                          | {\displaystyle \cos(2i-1){\frac {\pi }{4}}} | {\displaystyle -\sin(2i-1){\frac {\pi }{4}}} | Dane wejściowe | Sygnał odpowiadający każdej wartości fazy                                                       |
| - | ---------------------------------- | ------------------------------------------- | -------------------------------------------- | -------------- | ----------------------------------------------------------------------------------------------- |
| 1 | {\displaystyle {\frac {\pi }{4}}}  | {\displaystyle +{\frac {\sqrt {2}}{2}}}     | {\displaystyle -{\frac {\sqrt {2}}{2}}}      | 10             | {\displaystyle S_{1}(t)={\frac {\sqrt {2}}{2}}\phi _{1}(t)-{\frac {\sqrt {2}}{2}}\phi _{2}(t)}  |
| 2 | {\displaystyle 3{\frac {\pi }{4}}} | {\displaystyle -{\frac {\sqrt {2}}{2}}}     | {\displaystyle -{\frac {\sqrt {2}}{2}}}      | 00             | {\displaystyle S_{2}(t)=-{\frac {\sqrt {2}}{2}}\phi _{1}(t)-{\frac {\sqrt {2}}{2}}\phi _{2}(t)} |
| 3 | {\displaystyle 5{\frac {\pi }{4}}} | {\displaystyle -{\frac {\sqrt {2}}{2}}}     | {\displaystyle +{\frac {\sqrt {2}}{2}}}      | 01             | {\displaystyle S_{3}(t)=-{\frac {\sqrt {2}}{2}}\phi _{1}(t)+{\frac {\sqrt {2}}{2}}\phi _{2}(t)} |
| 4 | {\displaystyle 7{\frac {\pi }{4}}} | {\displaystyle +{\frac {\sqrt {2}}{2}}}     | {\displaystyle +{\frac {\sqrt {2}}{2}}}      | 11             | {\displaystyle S_{4}(t)={\frac {\sqrt {2}}{2}}\phi _{1}(t)+{\frac {\sqrt {2}}{2}}\phi _{2}(t)}  |
Modulator QPSK działa następująco:
Diagram konstelacji (ang. constelation diagram) dla QPSK ma postać:
Schemat blokowy przedstawiający proces modulacji QPSK w łączu radiowym systemu UMTS: